# Giữ thăng bằng

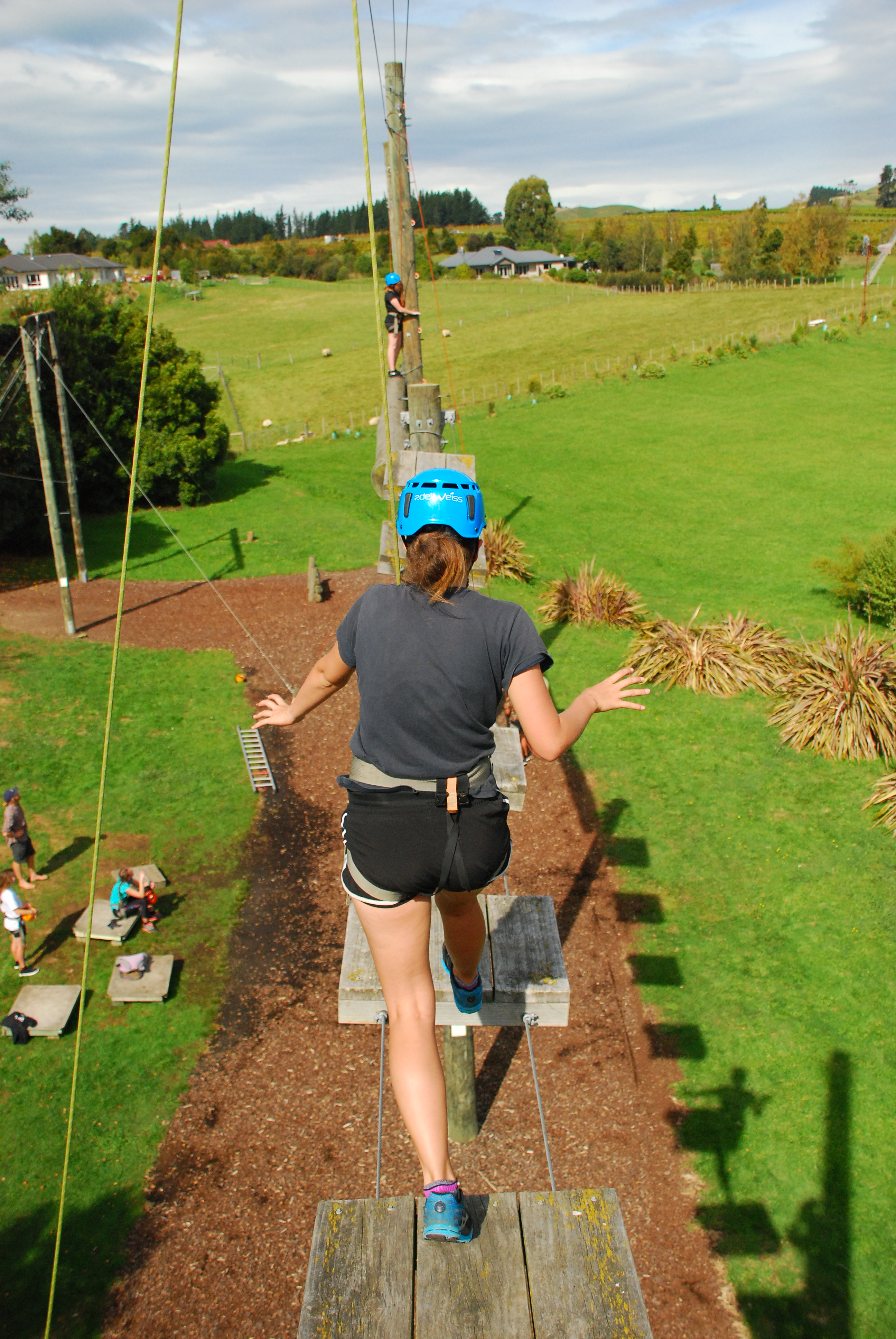
Trò chơi giữ thăng bằng

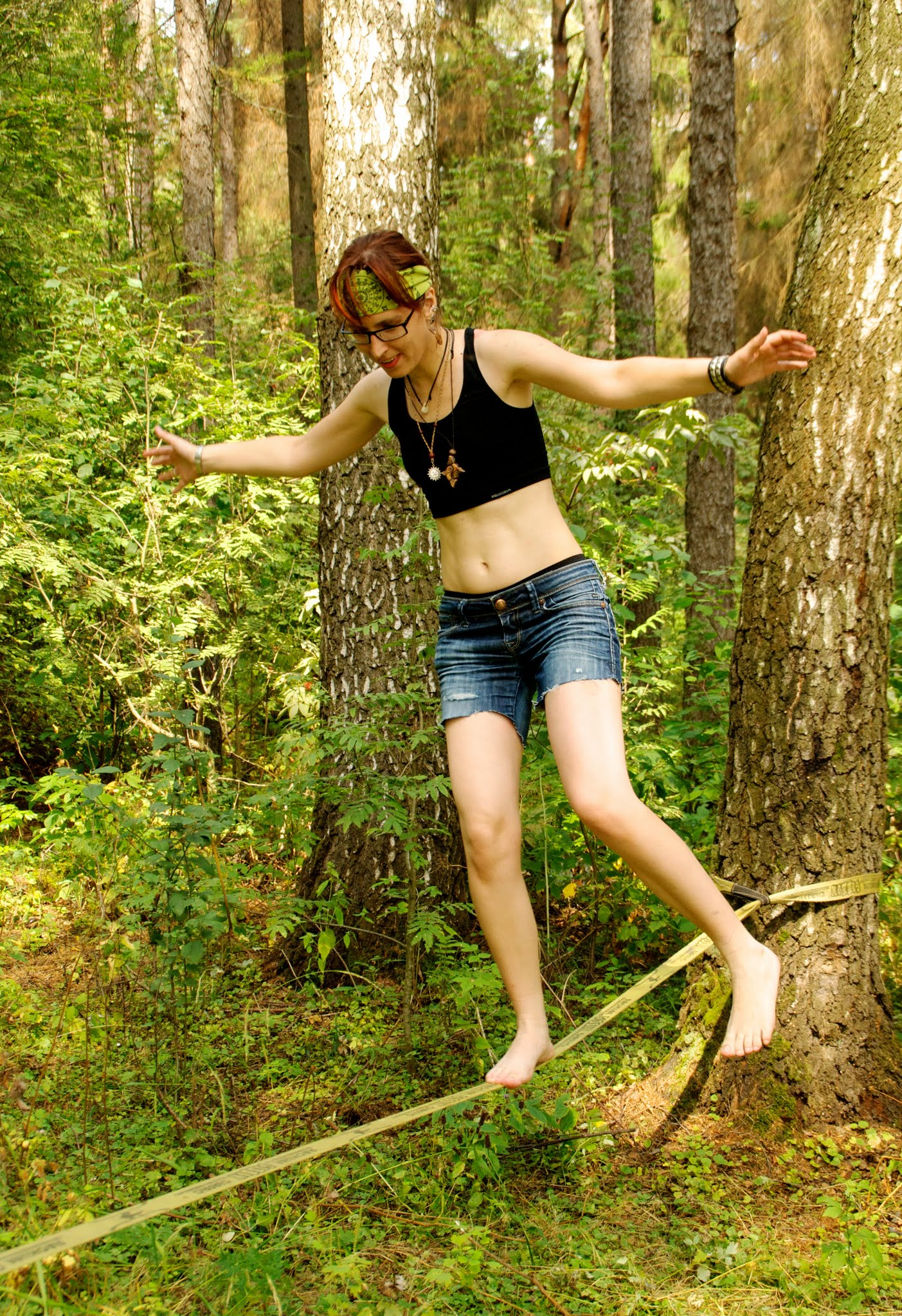
Trò chơi đi thăng bằng trên giây (Slacklining)

Giữ thăng bằng (Balance) là khả năng duy trì đường trọng lực (đường thẳng đứng từ tâm khối) của cơ thể trong chân đế với độ chao đảo (lắc lư) tối thiểu. Khả năng giữ thăng bằng là một kỹ năng phức tạp, phụ thuộc vào sự phối hợp của ba hệ thống cảm giác chính gồm hệ thống thị giác cung cấp thông tin về môi trường và vị trí cơ thể trong không gian, xác định về vị trí cơ thể so với môi trường xung quanh và đường chân trời. Hệ thống tiền đình cung cấp thông tin về chuyển động của đầu và định hướng so với trọng lực, nó cảm nhận các chuyển động của đầu và sự thay đổi vị trí của đầu so với trọng lực. Hệ thống cảm giác thân thể cung cấp thông tin từ các thụ thể cảm giác ở da, cơ, khớp về áp lực, vị trí và chuyển động của cơ thể. Nó gồm các thụ thể thần kinh trong cơ bắp, gân và khớp, tế bào thăng bằng cung cấp thông tin về vị trí và chuyển động của các bộ phận cơ thể tạo ra khả năng của một người để duy trì hoặc điều khiển vị trí của trọng tâm cơ thể mình trong một phạm vi ổn định trên chân đế (diện tích bề mặt tiếp xúc với mặt đất hoặc vật hỗ trợ). Nhìn chung, một người có trọng tâm thấp thì có khả năng duy trì thăng bằng và cân bằng tốt hơn.

## Đại cương
Khả năng giữ thăng bằng thường được chia thành hai loại chính gồm thăng bằng tĩnh (Static balance) hay giữ vững tư thế là việc duy trì một tư thế cố định mà không di chuyển, ví dụ như đứng bằng một chân, đứng thẳng hoặc giữ một tư thế yoga, nó là việc duy trì trạng thái cơ thể cân bằng. Thăng bằng động (Dynamic balance) duy trì sự ổn định của cơ thể khi đang di chuyển hoặc chuyển đổi tư thế, ví dụ như đi bộ, chạy bộ, nhảy, leo cầu thang, hoặc thực hiện các động tác thể thao phức tạp. Khả năng giữ thăng bằng tốt là nền tảng cho mọi hoạt động thể chất hàng ngày, từ những việc đơn giản như đi lại, ngồi xuống đứng lên, đến các hoạt động phức tạp như chơi thể thao, khiêu vũ, võ thuật. Nó giúp giảm nguy cơ té ngã, đặc biệt quan trọng đối với người cao tuổi, và cải thiện hiệu suất vận động. Lắc lư là chuyển động theo phương ngang của trọng tâm ngay cả khi một người đang đứng yên. Một mức độ lắc lư nhất định là cần thiết và không thể tránh khỏi do những nhiễu loạn nhỏ trong cơ thể (chẵng hạn như thở, chuyển trọng lượng cơ thể từ chân này sang chân kia hoặc từ bàn chân trước sang bàn chân sau) hoặc do các tác nhân bên ngoài (như biến dạng thị giác, dịch chuyển sàn nhà, rung lắc nhẹ). Hiện tượng chao đảo không nhất thiết là dấu hiệu của rối loạn thăng bằng mà là dấu hiệu của việc giảm kiểm soát cảm biến vận động. Có những khiếm khuyết về thăng bằng liên quan đến sự lão hóa. Sự suy giảm khả năng tiếp nhận và tích hợp thông tin cảm giác của các hệ thống trên do tuổi tác góp phần gây ra tình trạng mất thăng bằng ở người cao tuổi và liên quan đến chứng rối loạn tiền đình.

## Chú thích

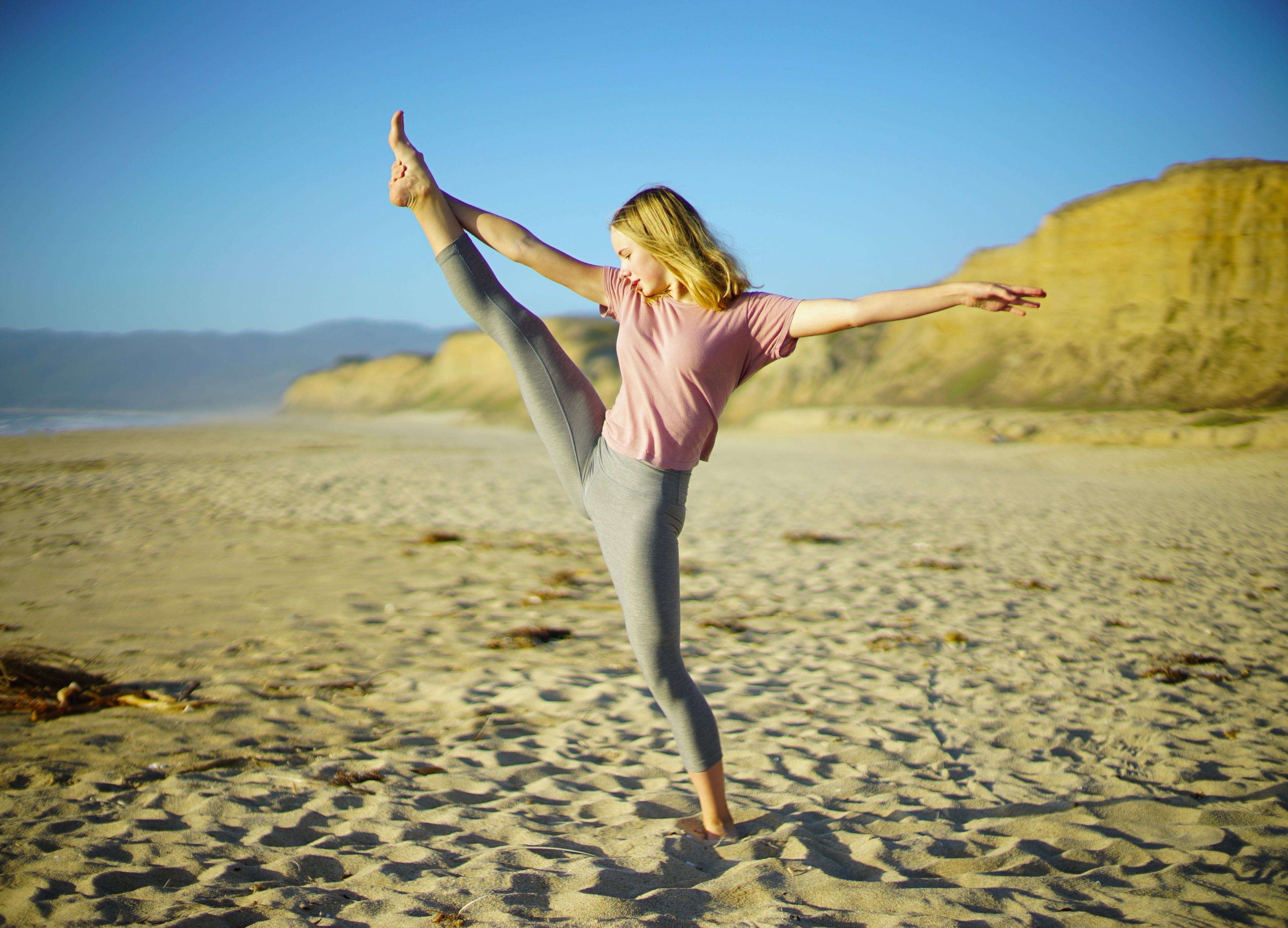
Biểu diễn giữ thăng bằng tĩnh